# Janssens (geslacht)

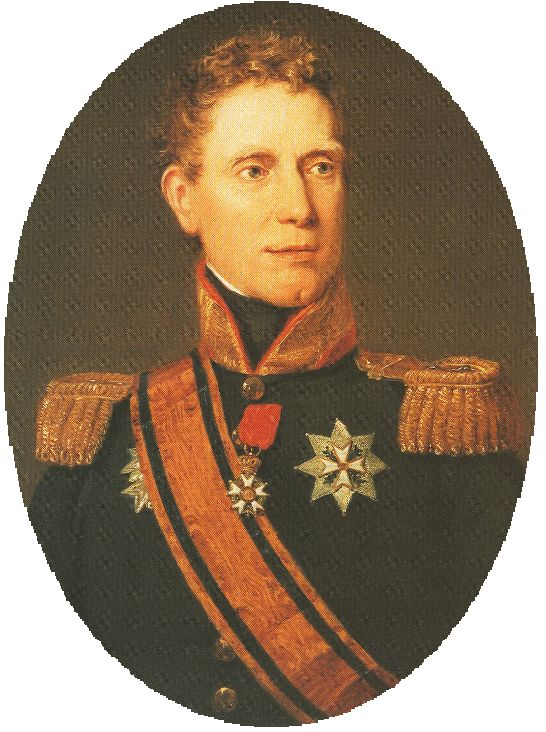
Jan Willem Janssens (1762-1838), portret door Jan Willem Pieneman

Janssens is een uit Zwolle afkomstig geslacht waarvan leden vanaf 1916 tot de Nederlandse adel behoren en dat in 1970 uitstierf.

## Geschiedenis
De stamreeks begint met Johannes Jacobus Janssens (1720-1788) die officier in Statendienst was en laatstelijk kapitein. Ook zijn zoon Jan Willem Janssens (1762-1838) werd militair en bracht het tot generaal bij de infanterie. Hij voerde vanaf 16 mei 1811 de Franse titel van baron de l'Empire en werd op 24 november 1816 verheven in de Nederlandse adel van het koninkrijk. Het geslacht stierf in 1970 uit.

## Enkele telgen
Jhr. Jan Willem Janssens (1762-1838), minister van Oorlog, generaal bij de infanterie; trouwde in 2e echt met Sara Louisa Hartsen (1791-1849), lid van de familie Hartsen
- Jkvr. Wilhelmine Anne Janssens (1787-1821); trouwde in 1804 met mr. Conrad Jacob Gerbrand Copes van Hasselt (1777-1860), raadsheer, lid van de Raad van State, lid van de familie Van Hasselt
- Jhr. Jan Willem Janssens (1799-1871), ritmeester, ridder Militaire Willems-Orde
  - Jhr. Jan Willem Simon Janssens (1829-1876), secretaris Nederlandse Vereniging van assuradeurs
    - Jhr. Jan Willem Maurits August Janssens (1864-1911), belastingcontroleur
      - Jkvr. Emma Hendrika Hortense Janssens (1894-1970), laatste telg van het geslacht

  - Jkvr. Carolina Carina Janssens (1832-1896); trouwde in 1865 met jhr. Pieter Hartsen (1833-1913), koopman en assuradeur, lid provinciale staten van Noord-Holland, lid van de familie Hartsen
- Jhr. mr. Henri Guillaume Charles Louis Janssens (1824-1897), advocaat, lid gemeenteraad en wethouder van 's-Gravenhage